# Fábio Gouveia
Fábio Martins Gouveia, (Bananeiras, 26 de agosto de 1969) é um surfista e boardmaker. Foi campeão brasileiro e mundial de surf amador, duas vezes campeão brasileiro de surf profissional e campeão do WQS. Paraibano, atualmente radicado em Florianópolis – Santa Catarina. É reconhecido como um ícone do esporte no Brasil e no Mundo.

## História
Fábio Gouveia, é um dos surfistas mais bem sucedidos do Brasil, de sua geração, campeão mundial amador em 1988, e ranquiado na 5º posição em 1992 no Circuito Internacional Profissional (WCT). sendo um dos responsáveis pela valorização do surf no Brasil e pelo reconhecimento internacional do surf brasileiro, ao lado de Flávio Teco Padaratz.
Criado em João Pessoa, começou a surfar aos 13 anos de idade. Cinco anos depois, foi Campeão Brasileiro Amador em 1987. E em 1988, foi surpreendentemente, Campeão Mundial Amador, tornando-se o primeiro surfista brasileiro a conquistar um título mundial de qualquer tipo. Profissionalizou-se em 1989 e finalizando sua primeira temporada como profissional, entre os 35 melhores classificados e eleito o novato do ano.
Ganhou seu primeiro evento do World Tour, em 1990, Hang Loose Pro Contest – Guarujá/SP. Evoluiu de forma constante ao longo dos próximos três anos, terminando em 25º em 1990, 13º em 1991 e quinto em 1992, durante este período conquistou quatro eventos, incluindo o Winning Surfer, última etapa da temporada de 1991, em Sunset Beach, Hawaii.
Em 1996, caiu para a 37ª posição ficando fora elite profissional. Contudo, em 1998, Fábio Gouveia foi campeão da World Qualifying Series e mais uma vez, ganhou um lugar na elite profissional. Também em 1998 conquistou seu primeiro título nacional, feito que repetiu em 2005. Competiu profissionalmente até 2009, quando decidiu se afastar dos eventos profissionais.
Shaper amador desde os 14 anos, Gouveia confeccionou seu próprio equipamento durante seus anos como surfista profissional. Com o fim da carreira como surfista profissional, tornou-se boardmaker com a Fabio Gouveia Shape & Design.
Gouveia era sem dúvida um dos profissionais menos fotografado ou filmado de sua geração, talvez em razão da sua timidez ou da pouca fluência no inglês. É visto brevemente em: “Sarge's Scrapbook: Take Three” (1991), “Gripping Stuff” (1991), “La Scene” (1994), e em um pequeno número de outros vídeos de surf,  Sendo uma ironia poética, Fábio Gouveia ter sua trajetória no surf contada em um documentário: Fábio Fabuloso,  dirigido por Pedro César, Ricardo Bocão e Antônio Ricardo.